# Nati nel 1959/Maggio
| Questa pagina contiene informazioni ricavate automaticamente dalle voci biografiche con l'ausilio del template Bio e di un bot. L'aggiornamento è periodico e automatico e ricostruisce completamente la pagina. Se manca una persona in questa lista, sei pregato di non aggiungerla, ma accertati piuttosto che la sua voce biografica contenga il template Bio e che i dati anagrafici siano correttamente compilati. Se il template Bio manca, inseriscilo tu stesso o, in alternativa, metti l'avviso {{tmp\|Bio}} che ne segnala la mancanza. Se i dati riportati sono sbagliati, correggi direttamente la voce biografica; le modifiche saranno visibili in questa lista entro pochi giorni. Per chiarimenti vedi il progetto biografie. La lista contiene solo le 304 persone che sono citate nell'enciclopedia e per le quali è stato implementato correttamente il template Bio. Pagina aggiornata al 18 ago 2025. |

- 1º maggio - Saber Eid, ex calciatore egiziano
- 1º maggio - Gustavo Ferrín, allenatore di calcio uruguaiano
- 1º maggio - Roberto Giobbi, illusionista svizzero
- 1º maggio - Jo Tong-sop, allenatore di calcio nordcoreano
- 1º maggio - Eddie Johnson, ex cestista statunitense
- 1º maggio - Jay Lapidus, ex tennista statunitense
- 1º maggio - Tim Marshall, giornalista e saggista britannico
- 1º maggio - Darci José Nicioli, arcivescovo cattolico brasiliano
- 1º maggio - Marcelo Rubens Paiva, scrittore, drammaturgo e giornalista brasiliano
- 1º maggio - Yasmina Reza, drammaturga, scrittrice e attrice francese
- 1º maggio - Antonella Roncelli, ex nuotatrice italiana
- 1º maggio - Daniela Thomas, regista, drammaturga e sceneggiatrice brasiliana
- 1º maggio - Frédéric Vichot, ex ciclista su strada e pistard francese
- 2 maggio - Andrea Balestrieri, pilota motociclistico italiano
- 2 maggio - Antonio Barboni, politico italiano
- 2 maggio - Russ Grimm, ex giocatore di football americano e allenatore di football americano statunitense
- 2 maggio - Sanna Grønlid, ex biatleta norvegese
- 2 maggio - Claudio Madia, attore teatrale, circense e personaggio televisivo italiano
- 2 maggio - Chris Malachowsky, ingegnere e imprenditore statunitense
- 2 maggio - Gary Megson, allenatore di calcio e ex calciatore inglese
- 2 maggio - Penny Pritzker, politica, dirigente d'azienda e filantropa statunitense
- 2 maggio - Lone Scherfig, regista danese
- 2 maggio - Soumya Swaminathan, pediatra indiana
- 2 maggio - Brian Tochi, attore e doppiatore statunitense
- 2 maggio - Zoé Valdés, scrittrice e poetessa cubana
- 2 maggio - Maia Zidaru, ex cestista rumena
- 3 maggio - Bobby Ellsworth, cantante statunitense
- 3 maggio - Ben Elton, comico, scrittore e sceneggiatore britannico
- 3 maggio - Shigeru Kan-no, compositore e direttore d'orchestra giapponese
- 3 maggio - Gabriele Moreno Locatelli, religioso e pacifista italiano († 1993)
- 3 maggio - Angelo Muzio, politico e sindacalista italiano († 2017)
- 3 maggio - Eddie Niedzwiecki, dirigente sportivo, allenatore di calcio e ex calciatore gallese
- 3 maggio - Vincenzo Pisanello, vescovo cattolico italiano
- 3 maggio - Gabriella Saitta, attrice italiana
- 3 maggio - Marina Spadafora, stilista italiana
- 3 maggio - Mark Titley, ex rugbista a 15 gallese
- 4 maggio - Jill Bolte Taylor, biologa statunitense
- 4 maggio - Pavel Chaloupka, calciatore e allenatore di calcio cecoslovacco († 2025)
- 4 maggio - Maurizio Cheli, astronauta, ufficiale e aviatore italiano
- 4 maggio - Valdemaras Chomičius, ex cestista e allenatore di pallacanestro lituano
- 4 maggio - Li Kongzheng, tuffatore cinese
- 4 maggio - Inger Nilsson, attrice e cantante svedese
- 4 maggio - Andrew Parkinson, ex calciatore sudafricano
- 4 maggio - Fausta Quintavalla, ex giavellottista e ex pallavolista italiana
- 4 maggio - Randy Travis, cantautore e attore statunitense
- 5 maggio - Jorge Caraballo, ex calciatore uruguaiano
- 5 maggio - Kimberlé Crenshaw, giurista e attivista statunitense
- 5 maggio - Gary Dubin, attore e doppiatore inglese († 2016)
- 5 maggio - David Lawrence, cestista e allenatore di pallacanestro statunitense († 2017)
- 5 maggio - Ian McCulloch, cantante britannico
- 5 maggio - Peter Molyneux, autore di videogiochi britannico
- 5 maggio - Richard Mwanza, calciatore zambiano († 1993)
- 5 maggio - William Reeves, animatore canadese
- 5 maggio - Steve Stevens, chitarrista statunitense
- 5 maggio - Floyd Streete, ex calciatore giamaicano
- 5 maggio - Matthias Theodor Vogt, storico e musicologo tedesco
- 6 maggio - Didier Conrad, fumettista francese
- 6 maggio - Paolo Di Reda, scrittore italiano
- 6 maggio - Claudio Jara, ex calciatore costaricano
- 6 maggio - Hiroyuki Sakashita, ex calciatore giapponese
- 6 maggio - Shaban Sejdiu, lottatrice jugoslavo
- 7 maggio - Paolo Alvazzi del Frate, giurista italiano
- 7 maggio - Steve Hansen, ex rugbista a 15 e allenatore di rugby a 15 neozelandese
- 7 maggio - S. P. Jananathan, regista e sceneggiatore indiano († 2021)
- 7 maggio - Tamara Jernigan, ex astronauta statunitense
- 7 maggio - Heorhi Kalnaotčanka, ex discobolo sovietico
- 7 maggio - Michael E. Knight, attore statunitense
- 7 maggio - James Runcie, scrittore, regista e produttore televisivo britannico
- 7 maggio - Daniel Shak, manager e giocatore di poker statunitense
- 8 maggio - Brigitte Boccone-Pagès, politica monegasca
- 8 maggio - Salvatore Cappello, mafioso italiano
- 8 maggio - Franz Caruso, politico italiano
- 8 maggio - Jill Evans, politica britannica
- 8 maggio - Ronnie Lott, ex giocatore di football americano statunitense
- 8 maggio - Carsten Maschmeyer, imprenditore e personaggio televisivo tedesco
- 8 maggio - Marisa Masullo, ex velocista italiana
- 8 maggio - Kevin McCloud, designer e conduttore televisivo britannico
- 8 maggio - Saverio Montingelli, giornalista italiano
- 8 maggio - Meiko Nakahara, compositrice e cantante giapponese
- 8 maggio - Orio Odori, direttore di banda e compositore italiano
- 8 maggio - Plinio Serena, ex calciatore italiano
- 8 maggio - Igor Sláma, ex pistard ceco
- 8 maggio - Benny Van Brabant, ex ciclista su strada belga
- 9 maggio - János Áder, politico ungherese
- 9 maggio - Christian Bach, attrice e ballerina argentina († 2019)
- 9 maggio - Dennis Chambers, batterista statunitense
- 9 maggio - Ulrich Matthes, attore e doppiatore tedesco
- 9 maggio - Silvio Zonzini, ex ciclista su strada sammarinese
- 10 maggio - Jean-Marie Benoît Balla, vescovo cattolico camerunese († 2017)
- 10 maggio - Fabio Ferri, ex calciatore italiano
- 10 maggio - Cindy Hyde-Smith, politica statunitense
- 10 maggio - Ville Itälä, politico finlandese
- 10 maggio - Agustin Kola, allenatore di calcio e ex calciatore albanese
- 10 maggio - Paola Mariani, politica italiana
- 10 maggio - Francesco Ricci, politico e medico italiano
- 10 maggio - Victoria Rowell, attrice e ex modella statunitense
- 10 maggio - Danny Schayes, ex cestista statunitense
- 11 maggio - Silvio Barbato, direttore d'orchestra e compositore brasiliano († 2009)
- 11 maggio - Robert Ellie, ex calciatore venezuelano
- 11 maggio - Giovanni Grattoni, ex cestista italiano
- 11 maggio - Didier Guillaume, politico francese († 2025)
- 11 maggio - Gianfranco Mazzoni, giornalista e telecronista sportivo italiano
- 11 maggio - Martha Quinn, attrice statunitense
- 11 maggio - Marco Scardigli, saggista e scrittore italiano
- 11 maggio - Ion Adrian Zare, calciatore rumeno († 2022)
- 12 maggio - Josep Ferrer Bujons, poeta, scrittore e linguista spagnolo
- 12 maggio - Dave Christian, ex hockeista su ghiaccio statunitense
- 12 maggio - Paolo Collini, economista italiano
- 12 maggio - Mark Davies, vescovo cattolico britannico
- 12 maggio - Ray Gillen, cantante statunitense († 1993)
- 12 maggio - Giovanni Frangi, pittore e artista italiano
- 12 maggio - Ving Rhames, attore statunitense
- 12 maggio - Ron Rubin, doppiatore canadese
- 12 maggio - Carmine Verduci, mafioso italiano († 2014)
- 12 maggio - Deborah Warner, regista britannica
- 13 maggio - Jerry Butler, attore pornografico statunitense († 2018)
- 13 maggio - Mimmo Consales, giornalista e politico italiano
- 13 maggio - Simon Duggan, direttore della fotografia neozelandese
- 13 maggio - Mircea Irimescu, ex calciatore rumeno
- 13 maggio - Zeruya Shalev, scrittrice e poetessa israeliana
- 14 maggio - Stefano Belluzzi, contrabbassista e cantautore italiano
- 14 maggio - Sandro Bondi, ex politico italiano
- 14 maggio - Patrick Bruel, cantante, attore e giocatore di poker francese
- 14 maggio - Markus Büchel, politico liechtensteinese († 2013)
- 14 maggio - Giancarlo Centi, allenatore di calcio, dirigente sportivo e ex calciatore italiano
- 14 maggio - Marcel Coraș, ex calciatore rumeno
- 14 maggio - Maurizio Di Maggio, disc jockey, conduttore radiofonico e viaggiatore italiano
- 14 maggio - Tony Ford, ex calciatore inglese
- 14 maggio - Robert Greene, scrittore statunitense
- 14 maggio - Stewart Hall, allenatore di calcio inglese
- 14 maggio - Steve Hogarth, cantante e polistrumentista britannico
- 14 maggio - Brett Leonard, regista, sceneggiatore e produttore cinematografico statunitense
- 14 maggio - Stefano Malinverni, velocista italiano († 2024)
- 14 maggio - Stéphane Mertens, pilota motociclistico belga
- 14 maggio - Frédérique Ries, politica belga
- 15 maggio - John Arch, cantante statunitense
- 15 maggio - Gene Banks, ex cestista e allenatore di pallacanestro statunitense
- 15 maggio - Max Cantor, giornalista e attore statunitense († 1991)
- 15 maggio - Andrew Eldritch, musicista britannico
- 15 maggio - Khaosai Galaxy, pugile thailandese
- 15 maggio - Badr Mahmoud, ex giocatore di calcio a 5 egiziano
- 15 maggio - Chris Meledandri, produttore cinematografico e imprenditore statunitense
- 15 maggio - Mohamed Saad Mohamed, ex giocatore di calcio a 5 egiziano
- 15 maggio - Luis Pérez-Sala, ex pilota automobilistico spagnolo
- 15 maggio - Edwin Bailey, ex giocatore di football americano statunitense
- 15 maggio - Charles Scicluna, arcivescovo cattolico maltese
- 15 maggio - Wiljan van Vijfeijken, ex giocatore di calcio a 5 olandese
- 15 maggio - Moti Yung, crittografo e informatico israeliano
- 15 maggio - Isidro del Prado, ex velocista e mezzofondista filippino
- 16 maggio - Annamaria Bernabè, ex calciatrice italiana
- 16 maggio - Gabriele Bongiorni, allenatore di calcio e ex calciatore italiano
- 16 maggio - Charles Bradley, ex cestista e allenatore di pallacanestro statunitense
- 16 maggio - Paul Clarkson, attore teatrale inglese
- 16 maggio - Marisa Cosío, ex cestista peruviana
- 16 maggio - Andrew Litton, direttore d'orchestra statunitense
- 16 maggio - Martin Pado, politico slovacco
- 16 maggio - Luis Reyna, ex calciatore peruviano
- 16 maggio - Nunzia Schiano, attrice italiana
- 16 maggio - Mare Winningham, attrice e cantautrice statunitense
- 17 maggio - Vittorio Gallese, neuroscienziato italiano
- 17 maggio - Vydas Gedvilas, allenatore di pallacanestro e dirigente sportivo lituano
- 17 maggio - Maria Grazia Laganà, politica italiana
- 17 maggio - Elena Ledda, cantautrice italiana
- 17 maggio - Roberto Sciacca, politico italiano
- 17 maggio - Fatmir Xhafaj, politico albanese
- 18 maggio - Matteo Apricena, ex arbitro di calcio italiano
- 18 maggio - Florica Bucur, ex canottiera rumena
- 18 maggio - Patrick Cham, ex cestista e allenatore di pallacanestro francese
- 18 maggio - Alberto Faverio, ex pallavolista, docente e personaggio televisivo italiano
- 18 maggio - Lauren Flanigan, soprano statunitense
- 18 maggio - Christiane Jean, attrice e doppiatrice francese
- 18 maggio - Errol Rausse, ex hockeista su ghiaccio canadese
- 18 maggio - Antônio José da Silva Filho, politico, ex calciatore e allenatore di calcio brasiliano
- 18 maggio - Mohammed Omar, generale e politico afghano († 2013)
- 19 maggio - Geni Barnola, ex cestista spagnola
- 19 maggio - Nicole Brown Simpson, tedesca († 1994)
- 19 maggio - Paul Cayard, velista statunitense
- 19 maggio - Ed Decter, sceneggiatore e regista statunitense
- 19 maggio - Sergio Alfredo Fenoy, arcivescovo cattolico argentino
- 19 maggio - Sergej Lovačëv, ex velocista sovietico
- 19 maggio - Wolfgang Popp, ex tennista tedesco
- 19 maggio - Massimo Recchioni, scrittore italiano
- 19 maggio - Mūza Rubackytė, pianista lituana
- 19 maggio - Michiru Shimada, sceneggiatrice giapponese († 2017)
- 20 maggio - Claudio Capponi, violista e compositore italiano
- 20 maggio - Manuela Falorni, ex attrice pornografica italiana
- 20 maggio - Israel Kamakawiwo'ole, cantante e musicista statunitense († 1997)
- 20 maggio - Juan Carlos Letelier, ex calciatore cileno
- 20 maggio - Konrad Ott, filosofo e umanista tedesco
- 20 maggio - Bronson Pinchot, attore statunitense
- 20 maggio - Andrea Prandstraller, regista e sceneggiatore italiano
- 20 maggio - Axel Schulz, ex calciatore tedesco orientale
- 21 maggio - Nick Cassavetes, attore, regista e sceneggiatore statunitense
- 21 maggio - Lowell Cunningham, fumettista e scrittore statunitense
- 21 maggio - Tom Dixon, designer britannico
- 21 maggio - Loretta Lynch, politica statunitense
- 21 maggio - Tom McTigue, attore e comico statunitense
- 21 maggio - Massimo Mercelli, flautista italiano
- 21 maggio - Sean Mooney, personaggio televisivo e conduttore televisivo statunitense
- 21 maggio - Edo Ophof, dirigente sportivo, allenatore di calcio e ex calciatore olandese
- 21 maggio - Adriana Ozores, attrice spagnola
- 21 maggio - Italo Sandi, politico italiano
- 21 maggio - Julie Anne Stanzak, coreografa, ballerina e insegnante tedesca
- 21 maggio - Andreas Trautmann, ex calciatore tedesco orientale
- 21 maggio - Antoine de Maximy, giornalista, regista e personaggio televisivo francese
- 22 maggio - Glen Adam, ex calciatore neozelandese
- 22 maggio - Bartolo Ambrosione, cavaliere italiano
- 22 maggio - David Blatt, ex cestista e allenatore di pallacanestro statunitense
- 22 maggio - Kenneth Brylle, allenatore di calcio e ex calciatore danese
- 22 maggio - Dania Cericola, doppiatrice e direttrice del doppiaggio italiana
- 22 maggio - Dalbello, cantautrice e polistrumentista canadese
- 22 maggio - Linda Emond, attrice statunitense
- 22 maggio - Martyn Jacques, attore e musicista britannico
- 22 maggio - Kwak Jae-yong, regista e sceneggiatore sudcoreano
- 22 maggio - Morrissey, cantautore e scrittore britannico
- 22 maggio - Isis Mussenden, costumista statunitense
- 22 maggio - Susan Nolen-Hoeksema, psicologa e saggista statunitense († 2013)
- 22 maggio - Harry Standjofski, attore e doppiatore canadese († 2025)
- 22 maggio - Anthony Ausgang, pittore e scrittore trinidadiano
- 23 maggio - Daniel Alfredson, regista e sceneggiatore svedese
- 23 maggio - Lomboto Bofonda, ex cestista della Repubblica Democratica del Congo
- 23 maggio - Ryuta Kawashima, neuroscienziato giapponese
- 23 maggio - Oleg Logvin, ex ciclista su strada russo
- 23 maggio - Fran McCaffery, ex cestista e allenatore di pallacanestro statunitense
- 23 maggio - Marcella Mesker, ex tennista olandese
- 23 maggio - U.S. Reed, ex cestista e allenatore di pallacanestro statunitense
- 23 maggio - Pascal Soriot, imprenditore francese
- 23 maggio - Dave Zeltserman, scrittore statunitense
- 24 maggio - Modesto Della Rosa, politico italiano
- 24 maggio - Davide Giacalone, giornalista e scrittore italiano
- 24 maggio - Monika Hauser, ginecologa e attivista svizzera
- 24 maggio - Bernhard Jussen, storico tedesco
- 24 maggio - Pelle Lindbergh, hockeista su ghiaccio svedese († 1985)
- 24 maggio - Aleš Pipan, allenatore di pallacanestro sloveno
- 24 maggio - Prithvirajsing Roopun, politico mauriziano
- 24 maggio - Teruyo Tanaka, ex atleta paralimpica giapponese
- 24 maggio - José Trinidad Zapata Ortiz, vescovo cattolico messicano
- 24 maggio - Orietta Vanin, politica italiana
- 25 maggio - Gianni Ansaldi, attore e fotografo italiano
- 25 maggio - Manuela Blanchard, attrice e conduttrice televisiva italiana
- 25 maggio - Pedro DeBrito, calciatore statunitense († 2014)
- 25 maggio - Vladimír Franz, artista e politico ceco
- 25 maggio - Cathryn Harrison, attrice britannica († 2018)
- 25 maggio - Greet Hellemans, ex canottiera olandese
- 25 maggio - Tomislav Karamarko, politico croato
- 25 maggio - Lee Bo-hee, attrice sudcoreana
- 25 maggio - Innocenzo Leontini, politico italiano
- 25 maggio - Emeka Nwajiobi, ex calciatore nigeriano
- 25 maggio - Nando Pagnoncelli, sondaggista italiano
- 26 maggio - Fabio Berardi, politico sammarinese
- 26 maggio - Ole Bornedal, regista e attore danese
- 26 maggio - Róger Flores, ex calciatore costaricano
- 26 maggio - Kevin Gage, attore statunitense
- 26 maggio - Edgardo Gulotta, giornalista italiano
- 26 maggio - Mario Jiménez, ex calciatore colombiano
- 26 maggio - Eduardo Pimentel, ex calciatore colombiano
- 26 maggio - Italo Schiavi, dirigente sportivo, allenatore di calcio e ex calciatore italiano
- 26 maggio - Michael Vesterskov, ex calciatore danese
- 27 maggio - Tony Collins, ex giocatore di football americano statunitense
- 27 maggio - Julio Echenique, ex sollevatore cubano
- 27 maggio - Paolo Gulisano, saggista, scrittore e medico italiano
- 27 maggio - Vincenzo Pesce, mafioso italiano
- 27 maggio - Ljudmyla Rogožyna, ex cestista sovietica
- 27 maggio - Donna Strickland, fisica canadese
- 28 maggio - Bobby Butler, ex giocatore di football americano statunitense
- 28 maggio - Cypress Grove, musicista, cantautore e compositore britannico
- 28 maggio - Michel Dussuyer, allenatore di calcio e ex calciatore francese
- 28 maggio - Orlando Forioso, regista, attore e scrittore italiano
- 28 maggio - Steve Strange, cantante e attore britannico († 2015)
- 28 maggio - Marcelo Loffreda, allenatore di rugby a 15 e rugbista a 15 argentino
- 28 maggio - Risto Mannisenmäki, ex copilota di rally finlandese
- 28 maggio - Bruce McDonald, regista, sceneggiatore e produttore cinematografico canadese
- 28 maggio - Carlo Molino, chirurgo e oncologo italiano
- 28 maggio - Pascal Portes, ex tennista francese
- 28 maggio - Roberto Soldà, dirigente sportivo, allenatore di calcio e ex calciatore italiano
- 28 maggio - Eric Verdonk, canottiere neozelandese († 2020)
- 28 maggio - Meg Wolitzer, scrittrice statunitense
- 28 maggio - Elói Zorzetto, giornalista, conduttore televisivo e conduttore radiofonico brasiliano
- 29 maggio - Jacques Commères, allenatore di pallacanestro francese
- 29 maggio - Reimund Dietzen, ex ciclista su strada, ciclocrossista e dirigente sportivo tedesco
- 29 maggio - Rupert Everett, attore britannico
- 29 maggio - Steve Gatting, allenatore di calcio e ex calciatore inglese
- 29 maggio - Maribel Guardia, attrice e modella costaricana
- 29 maggio - Steve Hanley, musicista britannico
- 29 maggio - Adrian Paul, attore e ex modello britannico
- 29 maggio - Wendy Quirk, ex nuotatrice canadese
- 29 maggio - Claudio Scannavini, compositore italiano
- 30 maggio - Claudia Alexander, geofisica statunitense († 2015)
- 30 maggio - Alessandra Appiano, scrittrice, giornalista e autrice televisiva italiana († 2018)
- 30 maggio - Bert Baldwin, tastierista, cantante e polistrumentista statunitense († 2021)
- 30 maggio - Phil Brown, allenatore di calcio e ex calciatore inglese
- 30 maggio - Elyssa Davalos, attrice statunitense
- 30 maggio - Gilles Eyquem, allenatore di calcio e ex calciatore francese
- 30 maggio - Franz Haller, artista marziale italiano
- 30 maggio - Ramón Hicks, ex calciatore paraguaiano
- 30 maggio - Kirsti Nummi, ex cestista finlandese
- 30 maggio - Blaž Slišković, allenatore di calcio e ex calciatore bosniaco
- 30 maggio - Nelson Solórzano, ex cestista e allenatore di pallacanestro venezuelano
- 30 maggio - Marco Tamburini, trombettista e compositore italiano († 2015)
- 30 maggio - Pietro Tonolo, sassofonista e compositore italiano
- 30 maggio - Frank Vanhecke, politico belga
- 30 maggio - Gerald Willhite, ex giocatore di football americano statunitense
- 30 maggio - Daniela Zini, ex sciatrice alpina italiana
- 31 maggio - Andrea De Cesaris, pilota automobilistico italiano († 2014)